# Kecamatan Kaliwungu (distrikt i Indonesien, lat -6,98, long 110,26)
Kecamatan Kaliwungu är ett distrikt i Indonesien.   Det ligger i provinsen Jawa Tengah, i den västra delen av landet, 400 km öster om huvudstaden Jakarta.